# 山崎まり
山崎 まり（やまざき まり、1989年11月17日 - ）は、北海道札幌市出身の元女子プロ野球選手。

## 経歴
プロ入りまで
3歳年上の兄が野球をしており、毎週末にグラウンドで見ていた影響で、小学2年生の時に真駒内スターズに入団。中学に入って、札幌真駒内シニアに入団。
高校の時は野球部のマネージャーを務めたほか、男子選手と混ざり練習したり、土日には女子硬式クラブチーム「ホーネッツレディース」に所属した。
大学は、筑波大学体育専門学群に入学。男子学生と混じり軟式野球部に所属。在学中の3年生の時2010年にベネズエラで行われた第4回IBAF女子ワールドカップで世界一となった。卒業後は東京都に移り、荒川区の非常勤講師として荒川区立第三中学校で体育・部活指導、土日にはアサヒトラスト女子硬式クラブチームの選手として、多忙な日々を送った。
プロ入り後
2012年秋にプロテストを受け合格、2013年からレイアに入団した。プロ1年目は45試合に出場し、打率.298・チームトップの19打点を記録した。
2014年は、33試合に出場して打率.302・7打点を記録した。なお、2018年度シーズン終了時点で打点が10未満だったシーズンは、この年だけである。
2015年には埼玉アストライアへ移籍した。移籍1年目は50試合に出場し、打率.340 (リーグ6位) ・1本塁打 (リーグ2位タイ) ・31打点 (リーグ1位) という成績を記録。「コンベンション2015」で野手部門のタイトルである最多打点・最多勝利打点と、ベストナイン (三塁手) を受賞した。
2016年、38試合に出場して打率.255・10打点を記録。前年と比して、安打は2分の1・打点は3分の1以下・長打は二塁打と三塁打が各1本と、多くの部門で成績を落とした。
2017年にディオーネに移籍。キャリアハイの打率.352をマークしたほか、2年ぶりに本塁打も放った。
2018年、アストライアに復帰した。この年は40試合の出場で打率.289・15打点・1盗塁という成績をマークした。
2019年に背番号1から7に変更し、選手兼守備コーチになる。同シーズンは60試合に出場し、打率.267、2本塁打、21打点という成績を残した。同年11月1日、今季限りで女子プロ野球リーグを退団することが発表された。
2020年に、同年に創設された埼玉西武ライオンズ・レディースに入団し、2024年限りで引退・退団を公表した。

## 詳細情報

### 年度別打撃成績
| 年 度     | 球 団        | 試 合 | 打 席 | 打 数 | 得 点 | 安 打 | 二 塁 打 | 三 塁 打 | 本 塁 打 | 塁 打 | 打 点 | 盗 塁 | 盗 塁 死 | 犠 打 | 犠 飛 | 四 球 | 敬 遠 | 死 球 | 三 振 | 併 殺 打 | 打 率 | 出 塁 率 | 長 打 率 | O P S |
| --------- | ------------ | ----- | ----- | ----- | ----- | ----- | -------- | -------- | -------- | ----- | ----- | ----- | -------- | ----- | ----- | ----- | ----- | ----- | ----- | -------- | ----- | -------- | -------- | ----- |
| 2013      | レイア       | 45    | 153   | 131   | 14    | 39    | 8        | 1        | 0        | 49    | 19    | 5     | 1        | 4     | 2     | 13    | -     | 3     | 17    | 4        | .298  | .369     | .374     | .743  |
| 2014      | レイア       | 33    | 122   | 106   | 16    | 32    | 8        | 1        | 0        | 42    | 7     | 4     | 0        | 3     | 1     | 6     | -     | 6     | 9     | 1        | .302  | .370     | .396     | .766  |
| 2015      | アストライア | 50    | 174   | 153   | 17    | 52    | 7        | 6        | 1        | 74    | 31    | 1     | 0        | 3     | 0     | 14    | -     | 4     | 17    | 5        | .340  | .409     | .484     | .893  |
| 2016      | アストライア | 38    | 123   | 102   | 10    | 26    | 1        | 1        | 0        | 29    | 10    | 0     | 0        | 5     | 2     | 12    | -     | 2     | 15    | 4        | .255  | .339     | .284     | .623  |
| 2017      | ディオーネ   | 44    | 142   | 125   | 22    | 44    | 5        | 2        | 1        | 56    | 26    | 0     | 0        | 2     | 3     | 10    | -     | 2     | 6     | 5        | .352  | .400     | .448     | .848  |
| 2018      | アストライア | 40    | 112   | 97    | 11    | 28    | 5        | 2        | 0        | 37    | 15    | 1     | 0        | 5     | 2     | 7     | -     | 1     | 14    | 1        | .289  | .336     | .381     | .717  |
| 2019      | アストライア | 60    | 157   | 135   | 14    | 36    | 7        | 2        | 2        | 53    | 12    | 7     | 3        | 6     | 3     | 11    | -     | 4     | 22    | 3        | .267  | .338     | .393     | .731  |
| JWBL：7年 | JWBL：7年    | 317   | 983   | 849   | 104   | 257   | 41       | 15       | 4        | 340   | 129   | 14    | 2        | 28    | 11    | 73    | -     | 22    | 100   | 23       | .303  | .369     | .400     | .769  |

- 2019年度シーズン終了時。
- 「-」は記録なし。
- 太字はリーグ1位。

### タイトル
- 最多打点：1回 (2015年)
- 最多勝利打点：1回 (2015年)

### 表彰
- ベストナイン：1回 (三塁手部門：1回)

### 代表歴
- 第4回IBAF女子ワールドカップ

### 背番号
- 7 (2013年 - 2017年、2019年 - 2024年)
- 1 (2018年)